# Варненська затока
Варненська затока — затока Чорного моря біля берегів Болгарії. Довжина 3 км, ширина біля входу — 7 км, глибина — 10—18 метрів. У суворі зими замерзає. Порт — Варна.